# Aragonès occidental
L'aragonès occidental o bloc occidental és un dels dialectes que componen l'aragonès (juntament amb l'oriental, el central i el meridional). Es parla aproximadament a les zones de la Jacetània, part de l'Alt Gállego i en algunes poques localitats de les Cinc Viles.

## Fonètica
- Sonorització de les oclusives sordes intervocàliques llatines, amb casos de conservació com gramito, espata i raposa, que no tenen per què ser generals i que poden presentar continuació territorial amb el gascó.
- Gairebé no queden casos de sonorització darrere de líquida, com en chungo.

A causa d'un major aïllament, l'ansotà i el cheso conserven millor que les altres parles occidentals variants fonètiques arcaiques com sartana o diferents de l'aragonès general com arreguir (reyir en jaqués i altres variants).

## Morfologia
- Verbs
  - Participis acabats en -au, -iu.
- Pronoms
  - Pronoms plurals de 1º i 2º persona ens i bos igual que en aragonès medieval.
  - Pronom personal de datiu li, lis.
- Es conserva la partícula pronómino-adverbial de locatiu, i alça la -b- llatina: IBI > bi

La morfologia aragonesa es conserva bé, especialment en Ansó i Vall de Echo.

## Lèxic
Es troben paraules diferents de les de les valls orientals i que poden arribar fins a Tena, Biescas i la Guarguera: almadía, calderizo, Cornizas, fablar, fraxín, meló, milloca, paxaro, toballa.

## Situació dins de l'aragonès
L'aragonès occidental es tracta del bloc dialectal que engloba diferents varietats regionals, les quals són (d'oest a est): ansotà, cheso, aragüés, cheso i jaqués. En la següent taula pot veure's una classificació de tots els dialectes de l'aragonès i la situació particular de l'aragonès occidental. Les varietats dialectals properes presenten característiques comunes malgrat pertànyer a blocs diferents.
| Bloc occidental - Ansotà - Aragonès d'Echo (Cheso en aragonès) - Aragüés - Aisí (Aisino en aragonès) - Jaquès (Chaqués en aragonès) | Bloc central - Aragonès centre-occidental - Tensí - Panticut - Serrablès/Sarrablès (Sarrablo aragonès / Serrablo cast) - Aragonès de la terra de Biescas (de Biescas) - Aragonès de la Vall d'Acumuer (de la Vall d'Acumuer) - Aragonès de la Vall de Basa (de Vallibasa) - Aragonès de Sobrepuerto (de Sobrepuerto) - Aragonès centro-oriental - Belsetà - Bergotès - Aragonès de la Ribera de Fiscal (de Ribera de Fiscal) - Aragonès de la vall de Vió (de la Vall de Vió) - Aragonès de la vall de Pórtoles (de Pórtoles) - Aragonès de la vall de Tella - Aragonès de Serra Ferrera | Bloc oriental - Aragonès ribagorçà - Benasquès o Alt-Ribagorçà - Gistaví - Fovà (de la Fova) - Mig-Ribagorçà - Baix-Ribagorçà - Grausí - Estadellà - Fonts                            |  |
| Bloc meridional - Aragonès d'Aierbe (d'Aierbe) - Somontès (de Somontà de Barbastre) - Navalès - Aragonès del Sobrarb (de Sobrarb)   | Bloc meridional - Aragonès d'Aierbe (d'Aierbe) - Somontès (de Somontà de Barbastre) - Navalès - Aragonès del Sobrarb (de Sobrarb) | Dialectes de transició - Castellà aragonès - El benasquès és considerat també de transició amb el català. Tots els fronterers amb la Franja de Ponent són de transició amb el català. |  |